# اوشلسکو
اوشلسکو (به لهستانی:  Osielsko) یک روستا در لهستان است که در گمینا اوشلسکو واقع شده‌است. اوشلسکو ۳٬۴۸۲ نفر جمعیت دارد.